# جماهير بايرن ميونخ

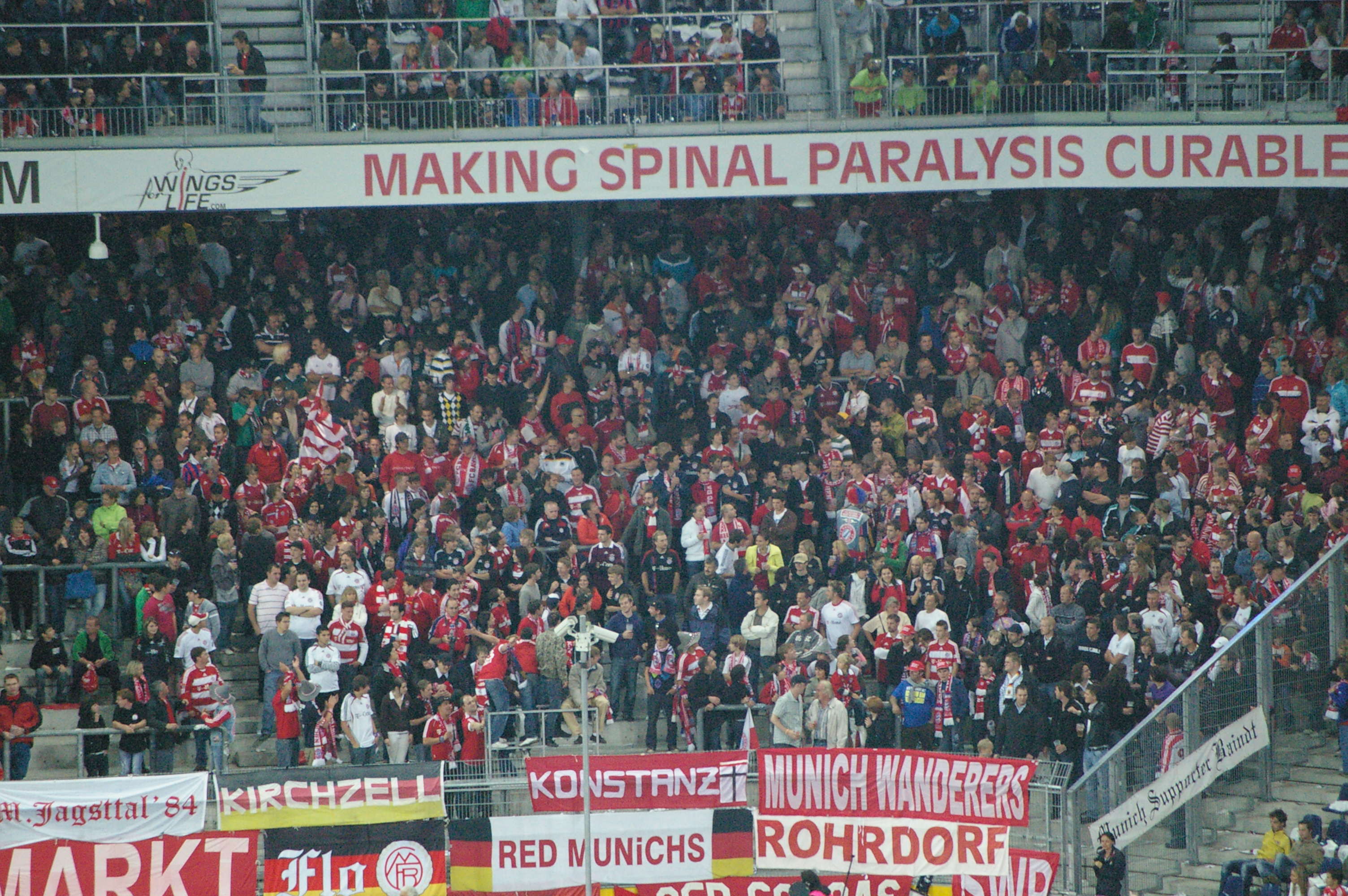
جانب من جماهير الألتراس الخاصة بالنادي.

جماهير نادي بايرن ميونخ أو ألتراس بايرن ميونخ هم جماهير تقوم بتشجيع فريقهم الألماني بايرن ميونخ، وتقوم بمتابعة كلُّ المباريات التي تخوضها على ملعب أليانز أرينا وخارجه.
يعتبر بايرن ميونخ نفسه نادياً دولياً، حيث يمتلك النادي أكثر من 187 ألف عضو و 3202 نادي رسمي للمشجعين حول العالم، الأمر الذي يجعل البايرن النادي الألماني صاحب أكبر عدد من المشجعين المسجلين،  وهذا الأمر يعزى إلى انتشار مشجعي النادي في مختلف المناطق الألمانية. وتنتمي معظم جماهير النادي للطبقة الوسطى الألمانية وتتركز بشكلٍ أساسي في مقاطعة بافاريا.

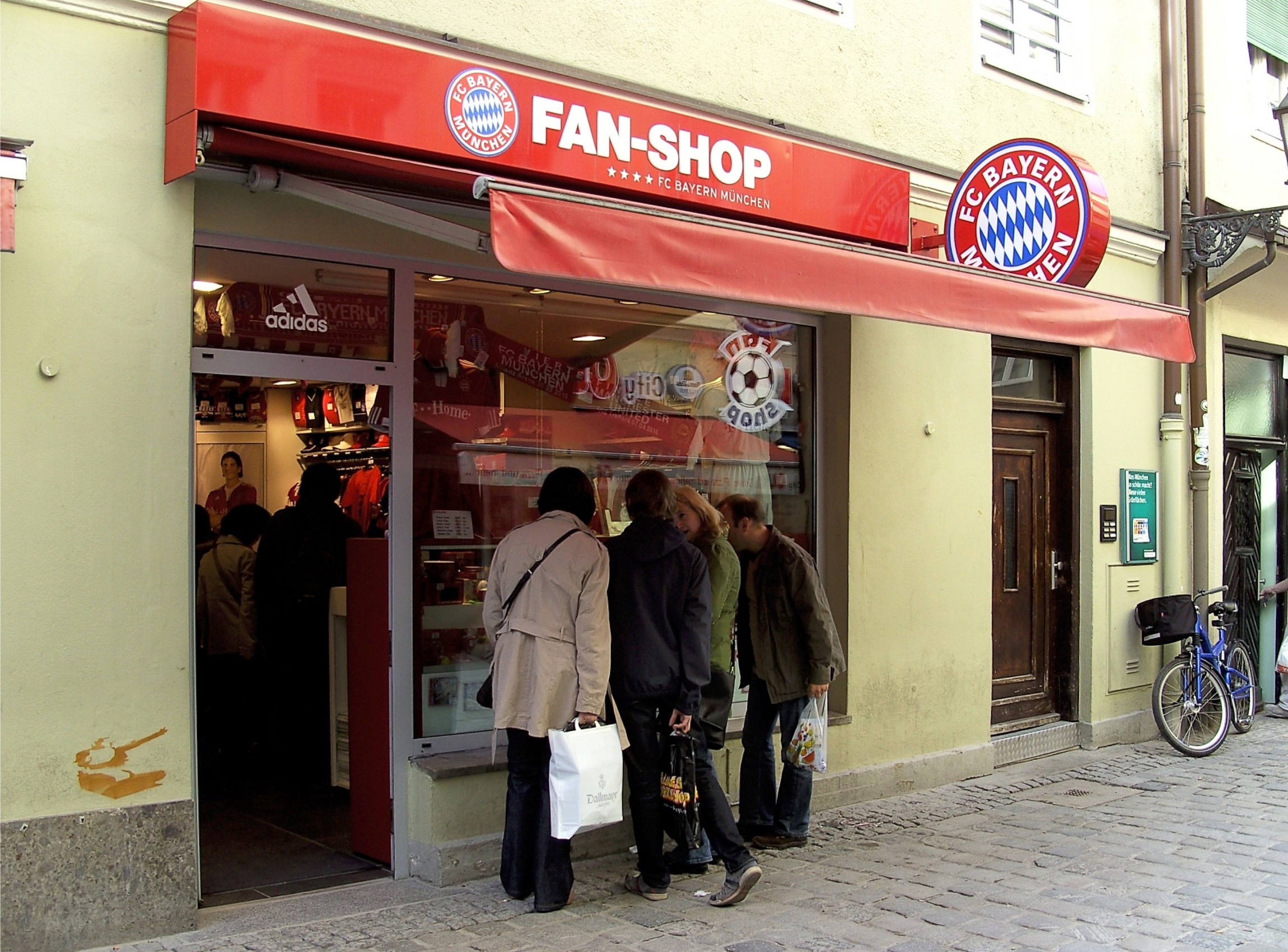
مركز لبيع تذكارات وقمصان النادي في ميونخ.

وعلى الرغم من اضطرار غالبية جماهير النادي إلى اجتياز أكثر من 200 كلم للوصول إلى ملعب أليانز أرينا إلا أن ملعب الفريق عادةً ما يكون ممتلئاً بشكلٍ شبه دائم، وفي دراسة أجرتها الـسبورت ماركت فالبايرن هو خامس الأندية شعبةً على الصعيد الأوروبي بحوالي 20.7 مليون مشجع، والأول على صعيد ألمانيا حيث يمتلك 10 ملايين مشجع ضمن ألمانيا فقط. كما يعرف عن البايرن جماعات الألتراس المنظمة جداً الخاصة به، وأبرز هذه الجماعات هي الـشيكاريا ميونخ، الـريد ميونخ 89، الـسود كورف (المدرج الجنوبي) 73، الـميونخمانياك 1996، الـسيرفيس-كرو-ميونخ، الـريد إنجيل (الملائكة الحمر)، الـتافيرنين كرو ميونخ و الريد شارك (القروش الحمر). والأغنية الشبه رسمية للنادي هي الـستيرن ديس سودان. وفي التسعينات اعتاد المشجعون أن ينشدوا أغنية فورويفير نمبر وان (دائماً الرقم واحد).
أشهر مشجعي النادي هم البابا بنيديكتوس السادس عشر،  لاعب التنس الألماني المعتزل بوريس بيكر، الملاكم الأوكراني الشهير فلاديمير كليتشكو، ماركوس زودر (رئيس وزراء بافاريا الحالي) وهورست سيهوفر (رئيس وزراء بافاريا السابق) بالإضافة إلى العديد من الأسماء الأخرى.

## اُنظر أيضًا
- جماهير نادي برشلونة.
- جماهير نادي ليفربول.
- ألتراس سور.
- جماهير إيه سي ميلان.